# DR1
DR1 (DR et) es el primer canal de televisión público danés, que forma parte de la Corporación Danesa de Radiodifusión (DR). Comenzó sus emisiones en 1951 durante una hora al día tres días de la semana.
El canal también emite coproducciones con otros grupos de comunicación de los países nórdicos englobados en la red de radiodifusión Nordvision.

## Historia
DR1 comenzó sus emisiones el 2 de octubre de 1951 con el nombre Fjersyn Statsradiofonian (SR Fjersyn) con emisiones de una hora de longitud tres días a la semana.
En 1959 el canal cambia de nombre al actual, DR1 y en marzo de 1967 comenzó la emisión a todo color con motivo de los juegos de invierno de 1968 en Grenoble.
El año 2006 el formato de emisión del canal cambió al formato panorámico (16:9) durante el informativo (TV Avisen).
El 1 de noviembre de 2009 se produjo el apagón analógico en todo el territorio y en enero de 2012, DR1 comenzó a emitir en alta definición al cambiar la resolución de 576i a 720p.
En abril de 2014, DR lanzó su servicio de HbbTV para el canal DR1, permitiendo de esta forma acceder a los espectadores a contenido propio bajo demanda desde un televisor conectado a internet.

## Programación
La programación de DR1 tiene como objetivo satisfacer a todos los segmentos de la población, incluye series, retransmisión de eventos deportivos, programas culturales, debates políticos y dibujos animados. El canal también emite varios informativos al día (TV Avisen) a las 18:30 y a las 21:00.
Algunas de las series de producción propia con mayor repercusión internacional son Borgen, Broen o The killing.

## Identidad Visual
A continuación se muestran los últimos cambios en el logotipo del canal.

Logotipo de DR1 del 1 de junio de 2005 al 31 de agosto de 2009
Logotipo de DR1 del 1 de septiembre de 2009 al 31 de enero de 2013
Logotipo de DR1 del 1 de febrero de 2013 hasta 2017
Logotipo de DR1 desde 2017